# Tsubasa no oreta tenshitachi
Tsubasa no oreta tenshitachi (翼の折れた天使たち?, Angeli con le ali spezzate) è una miniserie televisiva giapponese suddivisa in 2 stagioni di 4 puntate ciascuna, prodotta da Fuji TV e trasmessa nel 2006-07.
Ogni storia racconta una vicenda più o meno complessa riguardante la travagliata esistenza di un/una giovane.

## Trama 1ª stagione

### 1º episodio: Celeb
Nanako, per tutta l'infanzia, è stata costretta a vivere in una famiglia indigente: ora vuol riuscire ad ottenere tutto quel che gli è mancato allora. Ed è per questo che ogni settimana dorme con uomini diversi e si fa pagare per questo; una volta alla settimana ha l'occasione di diventare una celebrità, come cliente speciale di un negozio di lusso.
Per aver questa soddisfazione è disposta a fare qualsiasi cosa: ma un bel giorno incontrerà una ragazza della sua età con cui si metterà a discutere sull'autentico valore dei soldi. Questo scambio di opinioni gli sarà proficuo per ampliare le proprie prospettive.

### 2º episodio: Live-chat
La live chat è uno dei nuovi modi, creati dal progresso tecnologico-informatico, per collegarsi con le altre persone; e proprio questo, ovvero parlare con la gente, è il lavoro che si trova a svolgere Yuna. Due anni prima la sua vita ha subito un grande rivolgimento portandogli via la famiglia in un incidente; ora lei è del tutto sola e lavora in casa, senza mai lasciare le stanze del suo appartamento.
Non essendo più capace di comunicare normalmente con il prossimo, la live chat è l'unica maniera che gli è rimasta per continuare ad esser presente nel mondo. Una realtà virtuale che è divenuta l'unica sola realtà per lei; ma un fatto improvviso verrà di colpo a cambiargli nuovamente l'esistenza.

### 3º episodio: Actress
Il padre di Nao possiede una fabbrica che produce bambole e desidererebbe molto che la figlia un giorno ereditasse la sua attività: la ragazza però non ha davvero intenzione di ridursi a costruire bambole fino alla fine dei suoi giorni e finisce per fuggire di casa dirigendosi verso Tokyo. Nella grande metropoli viene ingannata da uno che si spaccia per esser uno scopritore di talenti.
Nao inizia ben presto a far debiti e nel tentativo di sopravvivere comincia a lavorare, tra l'altro, anche part-time in un night-club. Il suo più grande desiderio è riuscire a diventare un'attrice famosa, e per realizzarlo si compromette, cercando poi di tener nascosta la cosa al fidanzato Riku. Gli appare poi di fronte il nonno, l'unico della famiglia che sembra esser dalla sua parte.

### 4º episodio: Slot
Ryoko si sta guadagnando sa vivere giocando alle slot machine. Abbandonata dai genitori quand'era ancora una bambina, ha sempre vissuto fino ad allora passando da una relazione instabile all'altra, costantemente alla ricerca di un senso di sicurezza e rimanendone sempre alla fine delusa ed insoddisfatta. Una mattina si sveglia e trova una ragazzina, Kentai, seduta nella sua stanza, ha con sé un biglietto da parte dell'attuale fidanzato di lei, Kenji.
Chiede a Rioko di prendersi cura della giovane per qualche giorno, mentre lui è impegnato nel suo lavoro di host. Così Rioko, il cui desiderio più alto è sempre stato quello di trovar qualcuno che si prendesse cura di lei, si trova ora costretta, lei, a prendersi cura di un'altra persona.

## Cast 1ª stagione
- Aya Ueto - Komine Nanako (Epi 1)
- Mayumi Sada - (Epi 1)
- Mirai Yamamoto - (Epi 1)
- Kami Hiraiwa - (Epi 1)
- Yoshio Doi - (Epi 1)
- Reina (attrice) (Epi 1)
- Maya Banno -
- Mai Tanaka -
- Maki Horikita - Yuna (Epi 2)
- Ken'ichi Matsuyama - Shingo (Epi 2)
- Toshihiro Yashiba - (Epi 2)
- Ken Horiuchi-
- Wataru Murakami -
- Kei Tanaka - Onodera Riku (Epi 3)
- Yū Yamada - Yoshii Nao (Epi 3)
- Seiko Takuma - (Epi 3)
- Shozo Endo -
- Kei Tani -
- Madoka Matsuda -
- Juri Ueno - Ryoko/Ryo-chan (Epi 4)
- Mari Hamada - (Epi 4)
- Sadao Abe - (Epi 4)
- Nozomi Ōhashi - (Epi 4)
- Sachiko Nakagome - (Epi 4)

## Trama 2ª stagione

### 1º episodio: Impulse
Yuri lavora facendo il turno di notte come commessa in un negozio di generi alimentari. Di indole fragile e con un carattere facile alla depressione sembra già essere, nonostante l'ancor giovane età, del tutto stanca della vita: ha già tentato il suicidio. Non riesce a superare le vicende del suo passato, di quand'era ancora studentessa e si tagliava le braccia e le gambe con una lametta in ripetuti atti d'autolesionismo, con una madre fredda e distante incapace di comprenderla: ora si trova sotto controllo medico da uno psicologo.
Un giorno incontra Hiroki, un gioviale ed affascinante studente universitario innamorato della vita; due opposte visioni del mondo vengono così a trovarsi davanti.

### 2º episodio: Sakura
Haruka, alias Sayuri, è una ragazza semplice e del tutto ingenua che frequenta quotidianamente un internet cafè: in realtà lei è una "Sakura", ovvero una giovane che, in cambio di compagnia, si fa pagare da uomini più grandi di lei. Prova un profondissimo rancore nei confronti del padre, un uomo debole e vuoto. Un giorno, mentre si sta preparando ad uno dei suoi appuntamenti, si scontra con Kouki, un uomo che sembra aver tutto quello che lei ha sempre desiderato: soldi, bellezza e fama.

### 3º episodio: Time
Kana ha superato nel tempo molte difficoltà per giungere a diventare quello che è ora, una nuotatrice d'alto livello: sempre guidata e spinta dall'ambizione paterna, suo prossimo biettivo da raggiungere è quello di diventare rappresentante per la sua scuola alle prossime competizioni sportive annuali. La ragazza ha però anche un modo tutto suo per sfogarsi dalla tensione accumulata, ed è quello di rubare nei negozi; viene però un giorno scoperta da Daisuke, un suo caro amico d'infanzia.
Lei per fargli tenere la bocca chiusa lo trascina senza troppo pensarci in un love hotel dove passano la notte assieme. A questo punto però altre circostanze si affacciano, che mettono in dubbio tutto quello che ha fatto finora.

### 4º episodio: Merchandise
Anni prima Yoshimi si è sottoposta ad una chirurgia plastica facciale, questo per cancellare con un colpo netto tutto il suo passato: ora lavora in un locale di lusso per hostess/accompagnatrici e sfruttando un suo ricco ed anziano cliente è riuscita ad ottener tutto quello che voleva, benessere e ricchezza. Eppure, nonostante tutto, continua a sentire un vuoto profondo ed inaccessibile che scava dentro di lei; sente che continua in ogni caso a mancargli qualche cosa d'essenziale.
Un giorno in un negozio d'animali vede un cucciolo abbandonato ed immediatamente se ne affeziona.

## Cst 2ª stagione
- Satomi Ishihara - Yoshimura Yuri (Epi 1)
- Ryūta Satō - Nagasaka Hiroki (Epi 1)
- Kota Ishii -
- Toshiya Toyama -
- Hitomi Takahashi -
- Mitsuko Oka -
- Tamotsu Ishibashi - dottore
- Erika Toda - Saito Haruka (Epi 2)
- Nana Yamauchi - Haruka da bambina (Epi 2)
- Shūgo Oshinari - Mikami Mitsuteru & Mikami Koki (Epi 2)
- Masahiro Komoto - Wada-san (Epi 2)
- Nanami Hinata -
- Yoshiko Miyazaki - madre di Haruka
- Ren Ōsugi - padre di Haruka
- Haruka Kinami - Rie (Epi 2)
- Rosa Katō - Nakagawa Kana (Epi 3)
- Ryō Kimura - Daisuke (Epi 3)
- Mantaro Koichi - Sugawara (Epi 3)
- Jun Hashizume - il padre di Kana
- Nana Yanagisawa - Midori
- Madoka Matsuda - (Epi 3)
- Shingo Nakagawa - (Epi 3)
- Kana Matsumoto - (Epi 3)
- Tamao Yoshimura -
- Karina Nose - Misaki/Sato Yoshimi (Epi 4)
- Ryuji Sainei - Sawada Keisuke (Epi 4)
- Shirō Sano - Maekawa Takuro (Epi 4)
- Mayuko Iwasa - Yuka (Epi 4)
- Risa Kudo - Aiko (Epi 4)
- Sei Ashina - (Epi 4)
- Megumi Yokoyama -